# 香川県立小豆島高等学校
香川県立小豆島高等学校（かがわけんりつ しょうどしまこうとうがっこう）は、香川県小豆郡小豆島町草壁本町にあった県立の高等学校。通称は「小高」（しょうこう）。2017年4月に香川県立土庄高等学校と統合のため閉校し、香川県立小豆島中央高等学校が新設された。

## 概要
歴史
1920年（大正9年）創立の高等女学校と1923年（大正12年）創立の旧制中学校の2校を前身とする。1948年（昭和23年）の学制改革により、両校とも新制高等学校となった。翌年1949年（昭和24年）には両校が統合され、「香川県立小豆島高等学校」となった。高等女学校が先に創立されたため、1920年（大正9年）を小豆島高等学校の創立年としており、2015年（平成27年）に創立95周年を迎えた。創立97周年を迎える2017年（平成29年）に香川県立土庄高等学校との統合のため閉校し、香川県立小豆島中央高等学校が新設された。
設置課程・学科
- 全日制課程 普通科
- 定時制課程 普通科

校訓
「希望・気魄・礼節」
校章
楓の葉を背景にして、中央に「高」の文字を置いている。
校歌
作詞は久保井信夫、作曲は河江一仁による。歌詞は3番まであり、各番に校名の「小豆島高校」が登場する。
応援歌
「応援歌第一」、「応援歌第二」、「小高マグマ」がある。
同窓会
校章の楓にちなみ「錦楓会」（きんぷうかい）と称している。

## 沿革
高等女学校時代
- 1920年（大正9年） 5月7日 -「草壁町外四ヶ村組合立 香川県小豆島高等女学校」が発足。修業年限を4年（現在の中1から高1に相当）とする。 （創立年）
- 1922年（大正11年）4月1日 - 県立移管により、「香川県立小豆島高等女学校」に改称。
- 1946年（昭和21年）4月1日 - 修業年限が5年となる。
- 1947年（昭和22年）4月1日 - 学制改革（六・三制の実施）が行われる。
  - 高等女学校の募集を停止。
  - 新制中学校を併設し（以下・併設中学校）、高等女学校1・2年修了者を併設中学校2・3年生として収容。
  - 併設中学校は経過措置としてあくまで暫定的に設置されたため、新たな生徒募集は行われず、在校生が2・3年生のみの中学校であった。
  - 高等女学校3・4年修了者はそのまま在籍し、4・5年生となった（ただし4年修了時点で卒業することもできた）。
- 1948年（昭和23年）4月1日 - 学制改革により、旧制中学校は廃止され、新制高等学校「香川県立小豆島女子高等学校」が発足。
  - 高等女学校卒業者（5年修了者）を新制高校3年生、高等女学校4年修了者を新制高校2年生、併設中学卒業者（3年修了者）を新制高校1年生として収容。
  - 併設中学校を継承し、在校生が1946年（昭和21年）に高等女学校に入学した3年生のみとなる。
- 1949年（昭和24年）3月31日 - 併設中学校を廃止。

旧制中学校（男子校）時代
- 1923年（大正12年）3月31日 - 「草壁町外四ヶ村組合立 香川県小豆島中学校」が発足。修業年限を5年（現在の中1から高2に相当）とする。
- 1927年（昭和2年）4月30日 - 現在地に新校舎が完成。
- 1928年（昭和3年）4月1日 - 県立移管により「香川県立小豆島中学校」に改称。
- 1943年（昭和18年）4月1日 - 中等学校令により、この年の入学生から修業年限が4年（現在の中1から高1に相当）となる。
- 1944年（昭和19年）4月 - 教育ニ関スル戦時非常措置方策により、中等学校令施行以前（1941年（昭和16年）・1942年（昭和17年））に入学した生徒にも修業年限4年が適用されることとなる。
- 1945年（昭和20年）
  - 3月 - 4・5年合同[3]の卒業式を挙行。
  - 6月 - 海軍嵐部隊により中学校全校舎が接収される。
    - 1・2年生は草壁国民学校､苗羽国民学校､土庄国民学校の校舎を借用し授業を継続。3年以上は学徒勤労に動員される。

  - 8月20日 - 終戦により海軍嵐部隊が解散し、校舎の接収が解除される。
- 1946年（昭和21年）4月1日 - 修業年限が5年に戻る（ただし4年修了時点で卒業することができた）。
- 1947年（昭和22年）4月1日 - 学制改革（六・三制の実施）が行われる。
  - 旧制中学校の募集を停止。
  - 新制中学校を併設し（以下・併設中学校）、旧制中学校1・2年修了者を併設中学校2・3年生として収容。
  - 併設中学校は経過措置としてあくまで暫定的に設置されたため、新たな生徒募集は行われず、在校生が2・3年生のみの中学校であった。
  - 旧制中学校3・4年修了者はそのまま在籍し、4・5年生となった（ただし4年修了時点で卒業することもできた）。
- 1948年（昭和23年）4月1日 - 学制改革により、旧制中学校は廃止され、新制高等学校「香川県立小豆島高等学校」（男子校）が発足。通常制（全日制）と定時制の普通課程（普通科）が設置される。
  - 旧制中学卒業者（5年修了者）を新制高校3年生、旧制中学4年修了者を新制高校2年生、併設中学卒業者（3年修了者）を新制高校1年生として収容。
  - 併設中学校を継承し、在校生が1946年（昭和21年）に旧制中学に入学した3年生のみとなる。
- 1949年（昭和24年）3月31日 - 併設中学校を廃止。

統合
- 1949年（昭和24年）
  - 4月1日 - 香川県立小豆島高等学校と香川県立小豆島女子高等学校の2校が統合され、「香川県立小豆島高等学校」（男女共学）となる。旧・高等女学校校舎を第二教場とする。
  - 7月 - 校章を制定。
- 1950年（昭和25年）
  - 2月 - 校歌を制定。
  - 11月25日 - 同窓会「錦楓会」が発足。
- 1962年（昭和37年）6月30日 - 体育館が完成。
- 1965年（昭和40年）3月31日 - 理科実験室が完成。
- 1969年（昭和44年）3月31日 - 新校舎（第1期工事）が完成。
- 1970年（昭和45年）
  - 3月31日 - 新校舎（第2期工事）が完成。
  - 10月20日 - 武道場が完成。
- 1971年（昭和46年）
  - 2月10日 - 新校舎（第3期工事）が完成。
  - 9月30日 - 弓道場が完成。
- 1972年（昭和47年）
  - 2月28日 - 相撲場が完成。
  - 3月15日 - 新校舎（第4期工事・普通教室棟）が完成。
- 1973年（昭和48年）
  - 1月13日 - 新校舎（第5期工事・特別教室棟）が完成。
  - 3月31日 - 北運動場が完成。
- 1974年（昭和49年）
  - 3月10日 - プールが完成。
  - 7月26日 - 宿泊研修室が完成。
- 1975年（昭和50年）
  - 3月20日 - 運動部部室が完成。
  - 3月31日 - 食堂が完成。
- 1979年（昭和54年）4月1日 - 女子制服を改定。
- 1980年（昭和55年）12月16日 - 同窓会館［錦楓会館」が完成。
- 1982年（昭和57年）3月20日 - 東館（美術・書道特別教室棟）が完成。
- 1983年（昭和58年）4月1日 - 男子制服（夏服）を改定。
- 1984年（昭和59年）
  - 2月28日 - 東館に音楽室を増築。
  - 4月1日 - 後援会が発足。
- 1990年（平成2年）5月24日 - 新体育館が完成。
- 1993年（平成5年）5月20日 - 旧体育館を改修。
- 1994年（平成6年）
  - 2月25日 - 全天候対応の助走路が完成。
  - 4月1日 - 制服を改定。
- 2001年（平成13年）6月1日 - 小豆島高校を支える会が発足。
- 2006年（平成18年）4月1日 - 制服を改定。
- 2010年（平成22年）
  - 11月20日 - 創立90周年記念式典を挙行。
- 2017年（平成29年）3月31日 – 閉校。
  - 香川県立土庄高等学校との統合により香川県立小豆島中央高等学校が新設される。

## 学校行事
全日制課程
3学期制
1学期
- 4月 - 始業式、入学式、遠足
- 5月 - PTA総会、体育祭、中間考査、生徒会役員改選
- 6月 - 生徒総会、香川県高校総合体育大会、期末考査
- 7月 - 期末考査、同窓会後援会総会、終業式、夏季課外（補習）
- 8月 - 夏季課外（補習）、学習合宿

2学期
- 9月 - 始業式、文化祭、オープンスクール
- 10月 - 中間考査、オリーブ料理フェスティバル、香川県高校総合文化祭
- 11月 - 高1オリーブの収穫、芸術鑑賞会
- 12月 - 期末考査、クラスマッチ（球技大会）、終業式

3学期
- 1月 - 始業式、大学入試センター試験
- 2月 - 部活動対抗駅伝、マラソン大会、高1・2学年末考査
- 3月 - 卒業式、高校入試（一般）、終業式

定時制課程
3学期制
1学期
- 4月 - 始業式、入学式、新入生歓迎会
- 5月 - 学校公開日、PTA総会、中間考査
- 6月 - 教育振興会総会　香川県定通総合体育大会
- 7月 - 期末考査、郷土料理教室、学級懇談会、交通教室、終業式
- 8月 - 夏季休業

2学期
- 9月 - 始業式、文化祭、面接週間
- 10月 - 観月会、中間考査、生活体験発表香川県予選、生徒会役員改選、瀬戸内国際芸術祭
- 11月 - 生徒会役員認証式
- 12月 - 期末考査、映画教室、学級懇談会、クリスマス会、終業式

3学期
- 1月 - 始業式、卒業試験
- 2月 - 4年家庭学習、予餞会
- 3月 - 卒業式、学年末考査、終業式

## 部活動
全日制課程
- 陸上部女子は2010年に離島勢で初めて全国高等学校駅伝競走大会に出場した。
- 野球部は2016年春（第88回）に21世紀枠で出場した。

運動部
- 野球部
- 陸上部
- サッカー部
- テニス部
- バレーボール部
- バスケットボール部
- バドミントン部
- 卓球部
- 剣道部
- 柔道部
- 弓道部
- 相撲部

文化部
- 書道部
- 茶華部
- 家政部
- 音楽部
- 理学部
- 新聞部
- 放送部
- ギター部
- 光画部
- ボランティア部
- 応援部
- 読書同好会

## 著名な出身者
- 森口繁一 - 数理工学者（東京大学教授）
- 平地健吾 - 数学者（東京大学教授）
- 草壁焔太 - 歌人、作家
- 村上義則 - 元プロ野球選手（投手）、中日ドラゴンズ
- 鳥坂九十九 - 元プロ野球選手（投手）、近鉄バファローズ→読売ジャイアンツ
- 坂東慧子 - ボート選手
- 琴勇輝一巖 - 元大相撲力士（中退）